# Hans Rauschnabel
Hans Rauschnabel (geboren 22. Januar 1895 in Stuttgart; gestorben 20. Oktober 1957 in Beilstein) war ein deutscher Lehrer und NSDAP-Funktionär.

## Leben

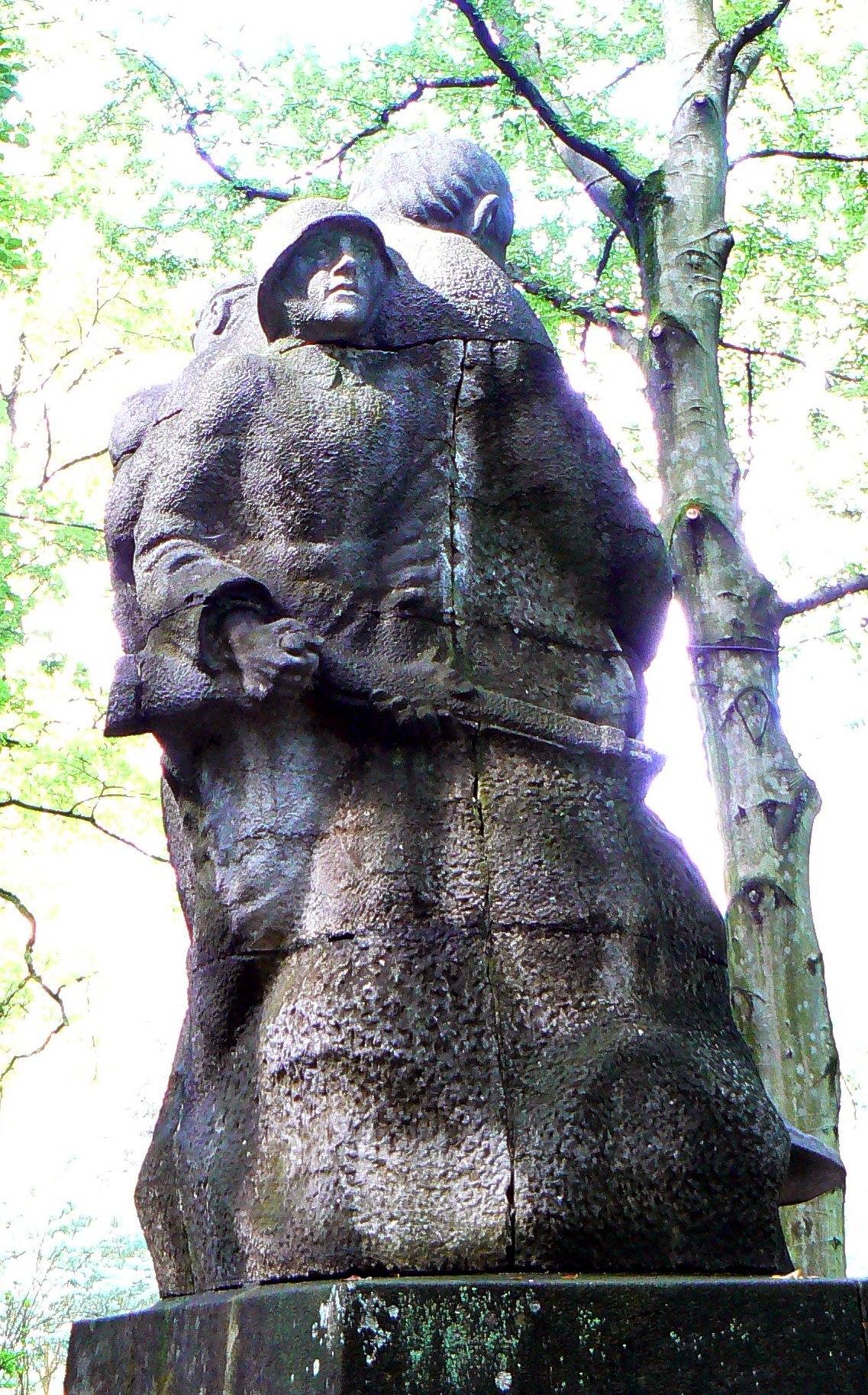
Martialisches Detail des Silcherdenkmals in Tübingen

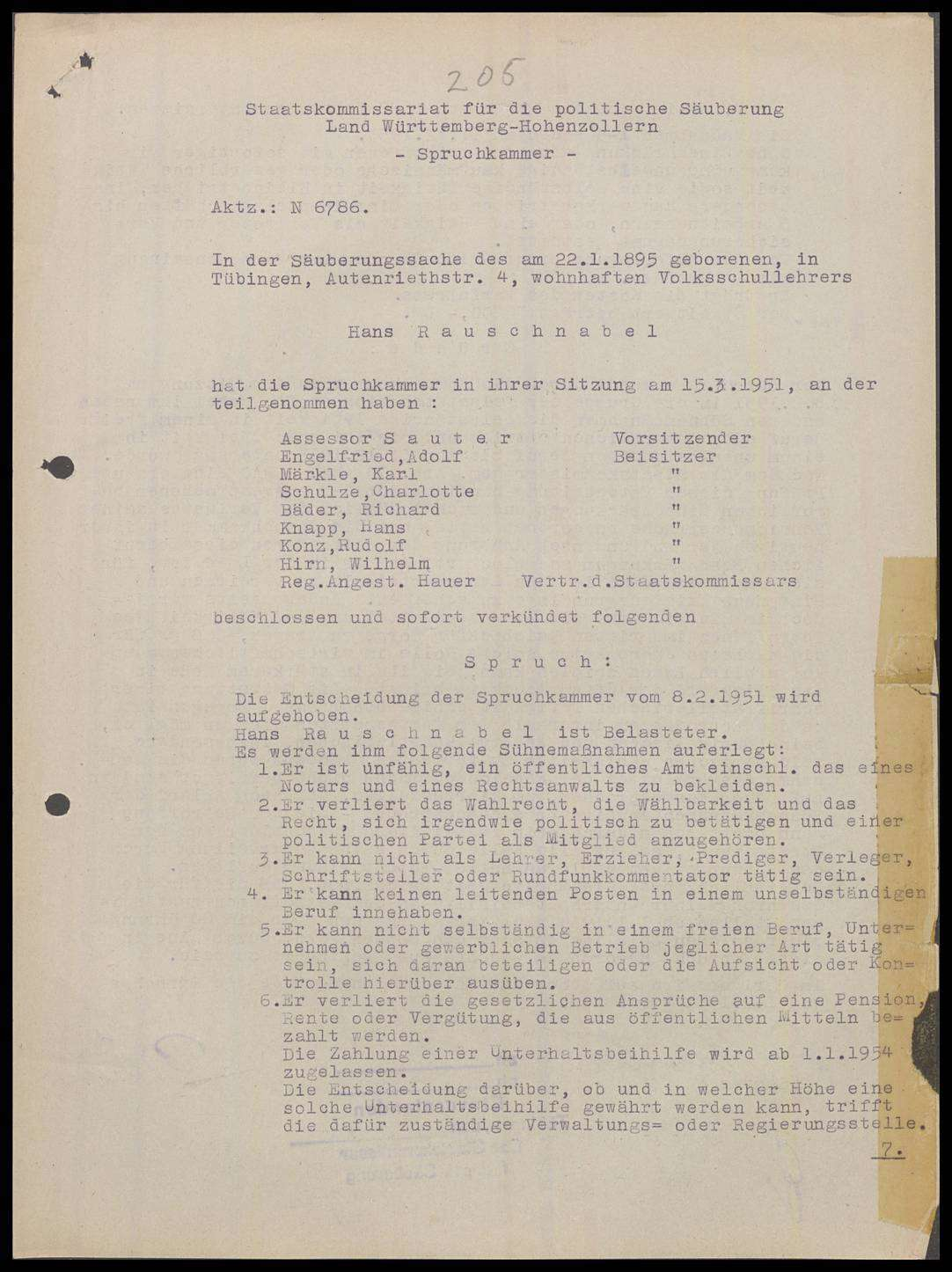
Spruchkammerurteil 1951

Hans Rauschnabel wollte Volksschullehrer werden, war dann aber zunächst Soldat im Ersten Weltkrieg. Ab 1928 war er Lehrer in Schnait. 1930 wurde er Mitglied im Nationalsozialistischen Lehrerbund, trat zum 1. Mai 1931 der NSDAP bei (Mitgliedsnummer 509.512) und übernahm auch gleich die Leitung der Schnaiter Ortsgruppe der Partei. Mitte 1932 wurde er, zunächst noch ehrenamtlich, Kreisleiter der NSDAP im Oberamt Schorndorf. Nach der Machtergreifung 1933 ließ Rauschnabel sich 1934 vom Schuldienst beurlauben. Er wurde zusätzlich stellvertretender Leiter des Schwäbischen Sängerbundes und Leiter des vom Sängerbund eingerichteten Silchermuseums in Schnait. Nach der württembergischen Gemeindereform 1937 wurde er als Kreisleiter der NSDAP nach Tübingen versetzt. Rauschnabel war verheiratet und kinderlos, in der NSDAP erreichte er den Dienstrang eines Oberbereichsleiters und er war zeitweise auch kommissarischer Gaupropagandaleiter im NSDAP-Gau Württemberg-Hohenzollern.
Im Rahmen seiner Arbeit im nationalsozialistischen Herrschafts- und Propagandasystem wurde Rauschnabel 1938 bei der Volksabstimmung nach dem Anschluss Österreichs aktiv. Im Juli 1938 organisierte er in der Nachbarstadt Rottenburg den Terror gegen den katholischen Bischof Joannes Baptista Sproll, der erfolgreich vertrieben werden konnte. In der Reichspogromnacht 1938 ließ er die Tübinger Synagoge in Brand setzen. In Tübingen sorgte er für den Bau des Silcher-Denkmals auf der Neckarinsel, dessen Grundsteinlegung kurz vor Beginn des Zweiten Weltkriegs im Juli 1939 groß begangen wurde.
Im Krieg lag die Last, die Unzufriedenheit der Bevölkerung mit der Versorgungslage aufzufangen, bei den Kreisleitern der NSDAP. Rauschnabel versuchte mit Durchhalteparolen dagegenzuhalten und befehligte Anfang 1945 den lokalen Volkssturm gegen die anrückenden französischen Truppen. Der Standortarzt Theodor Dobler hingegen sorgte für eine Kapitulation und beendete in Tübingen die Kriegshandlungen. Rauschnabel entzog sich der Verhaftung durch die Besatzungsmacht und arbeitete die nächsten vier Jahre unter falschem Namen auf der Schwäbischen Alb in der Landwirtschaft. Als er sich im März 1949 bei seiner Frau in Tübingen aufhielt, wurde er von der Besatzungsmacht verhaftet und wegen der Brandstiftung der Synagoge vom Schwurgericht Tübingen zu 30 Monaten Haft verurteilt, von denen er aber nur 18 Monate im Gefängnis Rottenburg absitzen musste, da sich in der neuen Bundesrepublik auch gleich eine Amnestiegelegenheit ergab. Im anschließenden Spruchkammerverfahren wurde er 1951 zwar als „belastet“ eingestuft, erhielt aber keine Freiheitsstrafe mehr, zudem wurde das ohnehin nur befristete Erwerbsverbot schon sechs Monate später aufgehoben. Nach Gnadenersuchen von prominenten Politikern, darunter Carlo Schmid und Hans Gmelin, durfte er ab 1956 auch wieder in Beilstein als Lehrer arbeiten.

## Schriften (Auswahl)

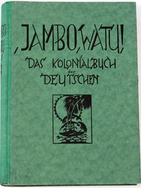
Jambo, watu! (1927)

- mit Willy Bolsinger (Hrsg.): Jambo, watu! : Das Kolonialbuch der Deutschen. Unter Mitarbeit zahlreicher erfahrener "Kolonialpioniere". Bildschmuck nach Orig. Rad. d. Hrsg. Stuttgart-Gablenberg : Ch. Steffen, 1927
- Mein Rechenbuch. Teil: H. 5. Eingedr. Bilder von Hans Rauschnabel. Stuttgart : Klett, 1928
- Ernst Amann: Zum Lamm in Schnait i[m] R[emstal] : meinen Gästen. Zeichnungen u. Bearb. von Hans Rauschnabel. Geislingen/Steige : Maurer, 1930
- mit Hans Kleinert: Friedrich Silcher, die "Schwäbische Nachtigall" : Ein Gedenkblatt zu seinem 75. Todestage. Im Einvernehmen mit dem Schwäbischen Sängerbund. Stuttgart : Steinkopf, 1935
- Im Wandern : Marschlied des Silcherkreises. Von Hugo Herrmann 1934. Gedichtet Hans Rauschnabel. Waiblingen-Stuttgart : Druck und Kommissionsverlag der Buch-, Noten- und Offsetdruckerei G. Stürner, [1935?]
- Anton Bruckner: Germanenzug : für Männerchor mit Orchesterbegleitung. Stuttgart : Albert Auer's Musik- und Buchverlag, 1939
- Tübinger Gedächtnisfeiern : für den Altmeister des Deutschen Volksliedes Friedrich Silcher im Jahre der 150. Wiederkehr seines Geburtstages. Tübingen : Tübingen Chronik, 1939